# Jarno Trulli
Jarno Trulli (Pescara, 1974. július 13. –) olasz autóversenyző.

## Pályafutása

### A Formula–1 előtt
Jarno Trulli szülei nagy rajongói voltak a technikai sportoknak, s fiukat is Jarno Saarinen finn motorkerékpár bajnok után nevezték el, aki 1973-ban Monzában szenvedett halálos balesetet. Trulli édesapjának hobbija egyben azt is eredményezte, hogy Jarno nagyon korán megismerkedett a gokartozással.
1983-tól 1986-ig mini-gokart versenyeken vett részt, 1987-ben az „Ifjúsági Játékok” győztese a 100 köbcentis kadét gokart osztályban. 1988-ban az olasz gokart bajnokság Nemzeti Osztályának győztese (100 cc), majd ezt megismétli 1989-ben és 1990-ben is. 1990-ben a Hongkong-i gokart Grand Prix-t is megnyerte (100 cc).
1991-ben megnyerte a 100 köbcentis gokart világbajnokságot, 1992-ben második lett a 125 köbcentisek között, majd 1993-ban szintén második a 100 köbcentiseknél. Ugyanebben az évben megnyerte a japán gokart Grand Prix-t (100 cc), 1994-ben pedig a gokartos „Ayrton Senna Emlékversenyt” (100 cc), a gokart Európa-bajnokságot (100 cc), az Észak-Amerikai Gokart Bajnokságot, valamint a gokart világbajnokságot (125 cc).
1995-ben megnyerte a gokart Ausztrál Grand Prix-t (100 cc), az olasz gokart bajnokságot, (100 cc) és az „Ayrton Senna Emlékversenyt” (100 cc).
Trulli ezzel az eredménylistával a jelenlegi Formula–1-es mezőny legsikeresebb gokartosának mondhatja magát, de a régi nagy Formula–1-es bajnokok gokartos eredménylistáját is felülmúlja az övé.
Trulli 1995-ben kezdett el autókkal versenyezni a német Formula–3-ban, ahol egy KMS Dallara Opel F395-tel negyedik lett a bajnokságban, majd 1996-ban a Benetton Junior Team-mel nyert.

### A Formula–1-ben

#### Minardi és Prost

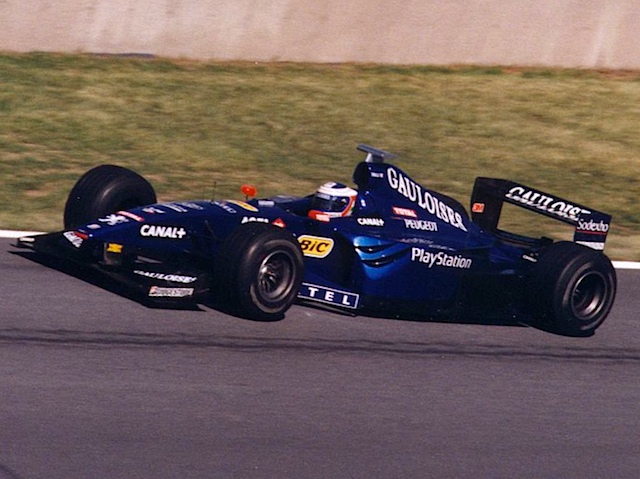
Trulli a Prosttal az 1999-es kanadai nagydíjon

Trulli 1997-ben debütált a Formula–1-ben a Minardi csapat színeiben, de hét verseny után a Prost csapathoz szerződött, hogy helyettesítse a sérült Olivier Panist. Trulli nagyon ígéretesen indított új csapatánál: a német nagydíjon negyedik lett, Ausztriában vezette a versenyt és a második helyen állt, amikor a motorja felrobbant. Első szezonja végén 3 pont állt a neve mellett és a 15. helyen végzett a világbajnokságban.
1998-ban a Prost csapat az addigi Mugen-Honda motort Peugeot-ra cserélte, ami teljesítményromlást hozott magával. Trulli mindössze 1 pontot szerzett egész évben és a világbajnokság 15. helyén végzett. 1999-ben a kaotikus európai nagydíjon Trulli második helyével életében először felállhatott a Formula–1-es dobogóra. Mint később kiderült ez volt a Prost csapat utolsó dobogós helyezése. A szezon végén 7 pont és a pontverseny 11. helye állt a neve mellett.

#### Jordan
2000-ben Trulli a Jordan-Mugen-Hondához szerződött, amely csapat az 1999-es szezon legnagyobb meglepetése volt: Heinz-Harald Frentzen akkor a világbajnoki pontverseny harmadik helyén végzett Mika Häkkinen (McLaren-Mercedes) és Eddie Irvine (Ferrari) mögött. 2000-ben azonban az ír csapat nem tudta megismételni a bravúrt: Frentzen 11 ponttal kilencedik, Trulli 6 ponttal tizedik lett a világbajnokságban. Az olasz versenyző legjobb helyezése egy negyedik pozíció volt Interlagosban.
2001-ben Trulli hat ponttal meg tudta verni Frentzent, ami 12 pontot és a pontverseny 7. helyét jelentette számára.

#### Renault

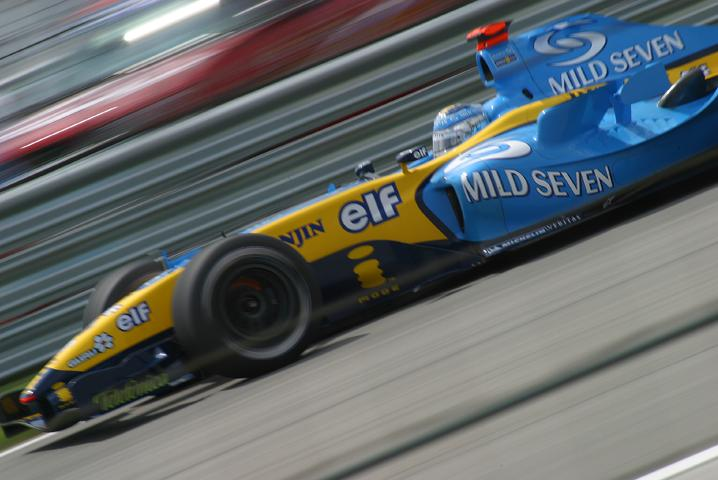
Trulli az amerikai nagydíjon, 2004-ben

Trulli menedzsere ebben az időben honfitársa, Flavio Briatore volt, aki egyben a Renault csapatfőnökeként is tevékenykedett. 2002-ben Briatore a francia istállóhoz vitte védencét, ahol Jenson Button lett a csapattársa. Trulli 9 pontot gyűjtött és nyolcadik lett ebben a szezonban, míg Button 14 ponttal a hetedik helyen végzett. Ennek ellenére Trulli maradt a csapatnál 2003-ban is, míg Button helyére az addigi tesztpilóta – és Briatore másik védence –, Fernando Alonso került.
2003-ban Alonso jobban szerepelt Trullinál: az ifjú spanyol Malajziában megszerezte pályafutása első pole-pozícióját (Trulli második volt mögötte), majd a Hungaroringen első futamgyőzelmét is. Trulli legjobb eredménye hockenheimi harmadik helye volt. Az olasz 33 ponttal a világbajnokság nyolcadik helyén végzett, míg Alonso 55 ponttal a hatodikon.
2004-ben azonban Trullinak sikerült fordítania. Ő aratta le a csapat egyetlen futamgyőzelmét (Monaco) – amely egyben a saját első futamgyőzelme is volt – és a szezon első felében csapattársa fölé nőtt. A szezon második részében azonban furcsa módon drámaian visszaesett a teljesítménye, s a csapat kritikáját az is kiváltotta, hogy a francia nagydíjon Rubens Barrichello (Ferrari) az utolsó kanyarban megelőzte, és ezzel letaszította a dobogóról.
Briatore és Trulli viszonya megromlott, és a versenyzőt az olasz nagydíj után elbocsátották a Renault-tól – annak ellenére, hogy elbocsátása pillanatában több ponttal rendelkezett a világbajnoki pontversenyben, mint csapattársa, Alonso. Trulli a menedzselésre vonatkozó szerződését is felbontotta Briatoréval.

#### Toyota

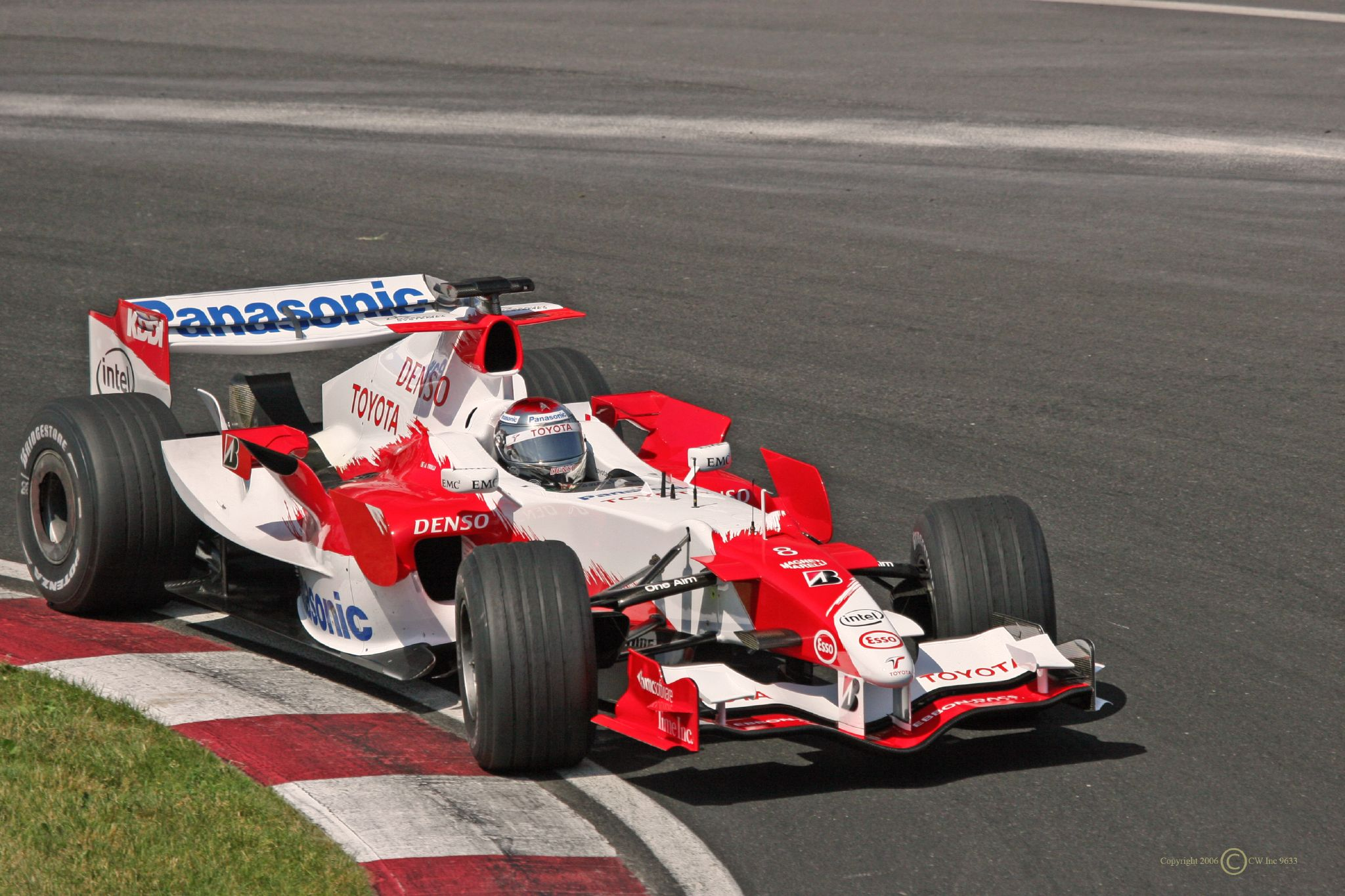
Trulli Toyotájával 2006-ban, a kanadai nagydíjon

A Renault-tól való távozása után Trulli kihagyni kényszerült a kínai nagydíjat, de a soron következő japán nagydíjon már a Toyota autójában ült. Az olasz versenyző korábban megállapodott a japán gyárral arról, hogy 2005-től náluk fog versenyezni, s a Toyota már 2004-ben hajlandó volt megadni Trullinak a lehetőséget.
2005-ben Ralf Schumacher lett Trulli csapattársa, akit az olasz versenyző a szezon elején rendszeresen maga mögé tudott utasítani. Trulli jó szezon eleji formáját mutatja, hogy Malajziában és Bahreinben a második, Barcelonában a harmadik helyen végzett. Indianapolisban megszerezte a japán istálló első pole-pozícióját is – bár a gyanú szerint alacsony benzinmennyiséggel, mivel akkor már sejthető volt, hogy a Michelin gumigyártó csapatai nem tudnak elindulni a másnapi versenyen.
A szezon végén, miután megérkezett a 105B jellel ellátott átdolgozott Toyota, Ralf Schumacher teljesítménye ugrásszerűen feljavult (a német Suzukában pole-pozíciót is szerzett), így Trulli végül csapattársa mögött 2 ponttal a világbajnoki pontverseny hetedik helyén végzett.
A 2006-os szezon rosszul indult Trulli számára, az első nyolc futamon nem szerzett pontot, miközben csapattársa, Ralf Schumacher jobban teljesített nála, dobogón is állt. Kanadában aztán megszerezte első pontjait, 6. lett. A szezon hátralévő részében már többször szerzett pontot, az idényt a 12. helyen zárta, 15 ponttal, legjobb eredménye egy 4. hely volt Indianapolisban. Csapattársa ismét több pontot gyűjtött, Ralf 20 ponttal a 10. lett.
2007-ben messze jobban teljesített csapattársánál, aki általában a rajtrács utolsó harmadában tanyázott, míg Trulli gyakran tagja volt a legjobb 10-nek. Ez pontokban is megmutatkozott, Trulli 8 pontot gyűjtött, míg Schumacher csak 5-öt. De nagyon nehéz dolguk volt a pilótáknak, hiszen a Toyota az egyik legmegbízhatatlanabb autó volt a mezőnyben. Trulli ezzel a teljesítménnyel a 13. helyet érte el a pilóták versenyében, a Toyota (a Mclaren kizárásával) a 6. helyen végzett.

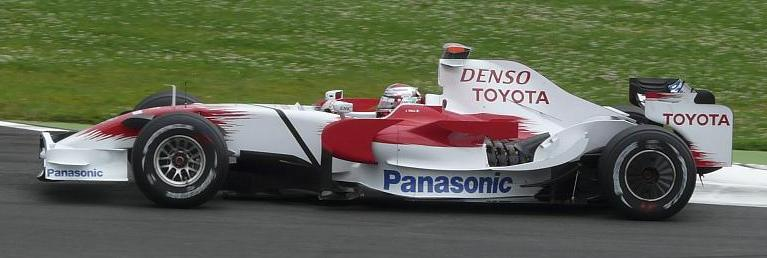
Trulli a 2008-as francia nagydíjon

2008-ban a német Timo Glock lett a csapattársa. A szezonnyitón kiesett, a maláj nagydíjon 4. lett. Bahreinben ismét pontot szerzett, ezúttal egy 6. hellyel. Pontszerző sorozata Barcelonában is folytatódott, ahol 8. lett. Törökországban a 8. rajthelyről a 10. helyre csúszott vissza a versenyen és nem szerzett pontot. A monacói nagydíj időmérő edzésén elért 8. helye bizakodásra adott okot, de a Toyota a futamon alkalmazott gumistratégiája nem volt eredményes, nehéz, csúszkálásokkal tarkított versenyen csak a 13. lett. Kanadában 6. lett, mert előle többen kiestek, illetve a kétkiállásos taktika miatt hátrébb végeztek. A francia nagydíjon a Toyoták már az időmérőn is jól mentek: Trulli a 4. helyről rajtolhatott, és a futamon 3 év után újra dobogóra állhatott, annak harmadik fokára. Az utolsó körökben szépen tartotta maga mögött Heikki Kovalainent. Bronzérmével az egyéni világbajnokság 7. helyére jött föl. A brit nagydíjon a 14. helyre kvalifikálta magát. A versenyen a 7. helyre tudott feljönni. Németországban a 4. helyről indult, de csak 9. lett. Egy hungaroringi és egy valenciai pontszerzés után három pont nélküli verseny következett: Belgiumban 16. Olaszországban 13. lett, Szingapúrban technikai probléma miatt kiesett (mindössze másodszor nem ért célba a szezonban). A japán nagydíjon, pályafutása 200. versenyén 5. lett. Kínában a 7. helyről indulhatott, de már a 3. körben ütközött és kiesett. A szezonzárón meglepetésre megszerezte a második rajthelyet, hátrébb vetve a világbajnoki címért küzdő Lewis Hamiltont. A változó körülmények között nem tudta tartani az élmezőny tempóját és nyolcadikként fejezte be a futamot. A verseny előtt még Sebastian Vettellel azonos pontszámmal állt, de utóbbi előtte végzett, így egy helyet visszacsúszott az összetettben.
A 2008-as világbajnokságon Trulli 31 pontot szerzett és a 9. helyen végzett. Legjobb szezonbeli eredménye a francia nagydíjon elért harmadik helyezés volt.
2009 első versenyén pályán szerzett harmadik helyét először elvették tőle a biztonsági autó bentléte alatti előzésért, később azonban az esetet újratárgyalták, visszakapta a helyezését, Hamiltont pedig, aki szándékosan lassított be Trulli előtt, kizárták. A következő maláj nagydíjat viszontagságos körülmények miatt a versenyt félbeszakították. Így minden pontszerző pilóta fél pontokat kapott, Trulli ezen a versenyek egy 4. helyezést ért el. Az esős kínai nagydíjon Robert Kubica felugratott Trulli autójának hátsó részére és azt összetörve Trulli kénytelen volt feladni a verseny. Bahreinben egy 3. helyezést ért el. Spanyolországban ismét kiesett. Ebben az évben a legjobb helyezését, egy 2. helyet Japánban szerezte meg. A Brazil nagydíjon ütközött Adrian Sutil – Force Indiájával, mind ketten feladták a futamot. 2009 év végén a Toyota bejelenti, hogy elhagyja a Forma 1-et. Trulli a 2009-es szezonban 32,5 egységgel a 8. helyezést érte el a világbajnokságban.

#### Lotus
2010-ben Trulli az újonc Lotus Racing-hez igazolt, az új csapattársa pedig a finn Heikki Kovalainen lett. A csapatnak nem volt beleszólása a „nagy” csapatok versenyébe, leginkább a Virgin és a HRT csapatokkal voltak csatában az egész szezon során. Trulli legjobb eredménye ebben a szezonban egy 13. helyezés, a japán nagydíjon. A csapattárs Kovalainen ugyanezen a futamon egy 12. helyezést tudott felmutatni, így ezzel a szezon végén a Lotus megszerezte a 10. helyet a csapatok versenyében, 0 egységgel.
2011-ben maradt a Trulli – Kovalainen felállás. A csapat új nevet választott (Team Lotus) valamint megvált a Cosworth motoroktól és azt Renault erőforrásokra cserélte le. Ebben az évben újra bevezették a KERS-t. A Lotus csak apró fejlődést tudott felmutatni a tavalyi formájához képest, habár Kovalainen egyszer-kétszer bejutott az időmérők Q2-es fázisába, mégsem tudtak felzárkózni a középcsapatokhoz. 2011-es szezonban Trullinak gondjai voltak a szervokormány érzékenysége miatt, így egy versenyen (Németországban) átadta a helyét a csapat akkori tesztpilótájának az indiai Karun Chandhok-nak. A kormány problémák végig kísérték Trullit az egész szezon alatt, de ennek ellenére két 13. helyet szerzett Ausztráliában és Monacó-ban, míg a Kovalainennek csak egy 13. helyezést köszönhet a csapat Olaszországban. Ezúttal Trulli szerezte meg a csapat 10. helyezését a konstruktőrök világbajnokságában. Ebben az évben sem szerzett pontot a csapat.
2012-ben már Caterham néven vágott neki a Maláj csapat az F1-es bajnokságnak. Eredetileg ismét maradt volna a Trulli – Kovalainen pilótapáros, de februárban a csapat bejelentette, hogy Jarno Trulli helyét a komoly szponzori háttérrel rendelkező Vitalij Petrov veszi át. Trullival szerződést bontottak és készséggel átadta a helyét. Azóta nem sokat lehet hallani Trulliról, különböző autóversenyeken szerepelt, jelenleg a Formula–E-ben szerepel.

## Teljes Formula–1-es eredménysorozata
(Táblázat értelmezése)

(Félkövér: pole-pozícióból indult; dőlt: leggyorsabb kört futott) 

| Év   | Csapat     | 1       | 2      | 3      | 4      | 5      | 6      | 7      | 8      | 9      | 10     | 11     | 12     | 13     | 14     | 15     | 16     | 17     | 18     | 19     | Helyezés | Pont |
| ---- | ---------- | ------- | ------ | ------ | ------ | ------ | ------ | ------ | ------ | ------ | ------ | ------ | ------ | ------ | ------ | ------ | ------ | ------ | ------ | ------ | -------- | ---- |
| 1997 | Minardi    | AUS 9   | BRA 12 | ARG 9  | SMR Ni | MON Ki | ESP 15 | CAN Ki |        |        |        |        |        |        |        |        |        |        |        |        | 15.      | 3    |
| 1997 | Prost      |         |        |        |        |        |        |        | FRA 10 | GBR 8  | GER 4  | HUN 7  | BEL 15 | ITA 10 | AUT Ki | LUX    | JPN    | EUR    |        |        | 15.      | 3    |
| 1998 | Prost      | AUS Ki  | BRA Ki | ARG 11 | SMR Ki | ESP 9  | MON Ki | CAN Ki | FRA Ki | GBR Ki | AUT 10 | GER 12 | HUN Ki | BEL 6  | ITA 13 | LUX Ki | JPN 12 |        |        |        | 16.      | 1    |
| 1999 | Prost      | AUS Ki  | BRA Ki | SMR Ki | MON 7  | ESP 6  | CAN Ki | FRA 7  | GBR 9  | AUT 7  | GER Ki | HUN 8  | BEL 12 | ITA Ki | EUR 2  | MAL Ni | JPN Ki |        |        |        | 11.      | 7    |
| 2000 | Jordan     | AUS Ki  | BRA 4  | SMR 15 | GBR 6  | ESP 12 | EUR Ki | MON Ki | CAN 6  | FRA 6  | AUT Ki | GER 9  | HUN 7  | BEL Ki | ITA Ki | USA Ki | JPN 13 | MAL 12 |        |        | 10.      | 6    |
| 2001 | Jordan     | AUS Ki  | MAL 8  | BRA 5  | SMR 5  | ESP 4  | AUT Ki | MON Ki | CAN 11 | EUR Ki | FRA 5  | GBR Ki | GER Ki | HUN Ki | BEL Ki | ITA Ki | USA 4  | JPN 8  |        |        | 9.       | 12   |
| 2002 | Renault    | AUS Ki  | MAL Ki | BRA Ki | SMR 9  | ESP 10 | AUT Ki | MON 4  | CAN 6  | EUR 8  | GBR Ki | FRA Ki | GER Ki | HUN 8  | BEL Ki | ITA 4  | USA 5  | JPN Ki |        |        | 8.       | 9    |
| 2003 | Renault    | AUS 5   | MAL 5  | BRA 8  | SMR 13 | ESP Ki | AUT 8  | MON 6  | CAN Ki | EUR Ki | FRA Ki | GBR 6  | GER 3  | HUN 7  | ITA Ki | USA 4  | JPN 5  |        |        |        | 8.       | 33   |
| 2004 | Renault    | AUS 7   | MAL 5  | BHR 4  | SMR 5  | ESP 3  | MON 1  | EUR 4  | CAN Ki | USA 4  | FRA 4  | GBR Ki | GER 11 | HUN Ki | BEL 9  | ITA 10 | CHN    |        |        |        | 6.       | 46   |
| 2004 | Toyota     |         |        |        |        |        |        |        |        |        |        |        |        |        |        |        |        | JPN 11 | BRA 12 |        | 6.       | 46   |
| 2005 | Toyota     | AUS 9   | MAL 2  | BHR 2  | SMR 5  | ESP 3  | MON 10 | EUR 8  | CAN Ki | USA Ni | FRA 5  | GBR 9  | GER 14 | HUN 4  | TUR 6  | ITA 5  | BEL Ki | BRA 13 | JPN Ki | CHN 15 | 7.       | 43   |
| 2006 | Toyota     | BHR 16  | MAL 9  | AUS Ki | SMR Ki | EUR 9  | ESP 10 | MON 17 | GBR 11 | CAN 6  | USA 4  | FRA Ki | GER 7  | HUN 12 | TUR 9  | ITA 7  | CHN Ki | JPN 6  | BRA Ki |        | 12.      | 15   |
| 2007 | Toyota     | AUS 9   | MAL 7  | BHR 7  | ESP Ki | MON 15 | CAN Ki | USA 6  | FRA Ki | GBR Ki | EUR 13 | HUN 10 | TUR 16 | ITA 11 | BEL 11 | JPN 13 | CHN 13 | BRA 8  |        |        | 13.      | 8    |
| 2008 | Toyota     | AUS Ki  | MAL 4  | BHR 6  | ESP 8  | TUR 10 | MON 13 | CAN 6  | FRA 3  | GBR 7  | GER 9  | HUN 7  | EUR 5  | BEL 16 | ITA 13 | SIN Ki | JPN 5  | CHN Ki | BRA 8  |        | 9.       | 31   |
| 2009 | Toyota     | AUS 3   | MAL 4‡ | CHN Ki | BHR 3  | ESP Ki | MON 13 | TUR 4  | GBR 7  | GER 17 | HUN 8  | EUR 13 | BEL Ki | ITA 14 | SIN 12 | JPN 2  | BRA Ki | UAE 7  |        |        | 8.       | 32,5 |
| 2010 | Lotus      | BHR 17† | AUS Ni | MAL 17 | CHN Ki | ESP 17 | MON Ki | TUR Ki | CAN Ki | EUR 21 | GBR 16 | GER Ki | HUN 15 | BEL 19 | ITA Ki | SIN Ki | JPN 13 | KOR Ki | BRA 19 | UAE 21 | 21.      | 0    |
| 2011 | Team Lotus | AUS 13  | MAL Ki | CHN 19 | TUR 18 | ESP 18 | MON 13 | CAN 16 | EUR 20 | GBR Ki | GER    | HUN Ki | BEL 14 | ITA 14 | SIN Ki | JPN 19 | KOR 17 | IND 19 | UAE 18 | BRA 18 | 21.      | 0    |

‡: Mivel a versenyt félbeszakították, és nem teljesítették a táv 75%-át, így csak a helyezéséért járó pontok felét kapta meg.
† nem fejezte be a futamot, de helyezését értékelték, mivel teljesítette a futam több, mint 90%-át.

### Teljes Formula E eredménylistája
| Év      | Csapat    | 1      | 2      | 3     | 4      | 5      | 6      | 7      | 8       | 9       | 10     | 11     | Helyezés | Pont |
| ------- | --------- | ------ | ------ | ----- | ------ | ------ | ------ | ------ | ------- | ------- | ------ | ------ | -------- | ---- |
| 2014-15 | Trulli GP | BEI Ki | PUT 17 | PDE 4 | BNA Ki | MIA 15 | LBH Ki | MON 11 | BER 19† | MOS 18† | LON 15 | LON Ki | 20.      | 15   |

† nem fejezte be a futamot, de helyezését értékelték, mivel teljesítette a futam több, mint 90%-át.

## Magánélet
Jarno Trulli nős, felesége Barbara. Gyermekeik, Enzo – aki Jarno édesapja után kapta nevét – (2005-ben született) és Marco (2006).